# Emil Czyrniański

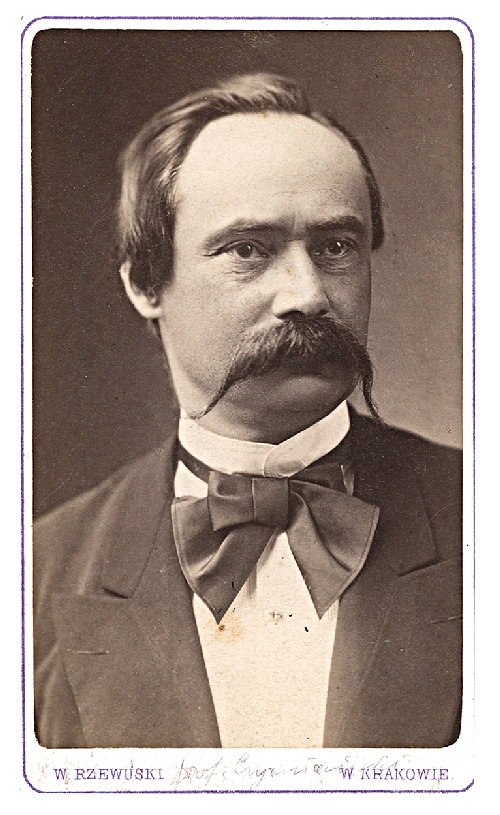
Emilian Czyrniański; 1878, Fotograf Walery Rzewuski

Emilian „Emil“ Czyrniański (* 20. Januar 1824 in Florynka, Bezirk Neu-Sandez, Königreich Galizien und Lodomerien; † 14. April 1888 Krakau) war ein polnischer Chemiker.

## Leben
Emil Czyrniański stammte aus der Volksgruppe der Lemken im westlichen Galizien. Aus seiner Familie kamen viele griechisch-katholische Priester. Diese Laufbahn war zunächst auch für ihn vorgesehen. Er besuchte das Gymnasium in Nowy Sącz (Neu-Sandez) und das griechisch-katholische Theologische Institut in Przemyśl. Ab 1844 studierte er an der Universität Lemberg, wo er zunächst für Theologie eingeschrieben war. Nach zwei Monaten musste er das Studium aus gesundheitlichen Gründen unterbrechen.
Als er es 1846 wieder aufnahm, wechselte er an die mathematisch-naturwissenschaftliche Fakultät der deutschsprachigen Technischen Akademie Lemberg, wo er Physik, höhere Mathematik, Bauwesen und Chemie studierte. Dort wurde er 1847 Assistent des Chemieprofessors Friedrich Rochleder. Mit diesem ging er 1849 an die Karls-Universität Prag. Die Universität Krakau berief Czyrniański 1851 zum außerordentlichen Professor der Chemie. Seit diesem Jahr gehörte er auch der Krakauer Gesellschaft der Wissenschaften (Societas Litteraria Universitatis Cracoviensis) an. Ein Jahr später wurde ihm der Doktor der Philosophie honoris causa verliehen.
Krakau gehörte seit 1846 zum Kaisertum Österreich. Czyrniański stellte sich in der folgenden Zeit gegen die Germanisierung der Universität und widersetzte sich dem Verbot, auf Polnisch zu unterrichten. Er erhielt einen schriftlichen Verweis des Unterrichtsministeriums in Wien, den er der Überlieferung seiner Familie nach als große Auszeichnung ansah und in einem Kästchen aufbewahrte. Die Bestätigung seines (außerordentlichen) Professorentitels durch die kaiserlichen Behörden verzögerte sich bis 1857. Dass er im März 1859 schließlich zum ordentlichen Professor der Chemie ernannt wurde, hatte er auch den familiären Verbindungen seiner damaligen Verlobten zu verdanken. Einen Monat später heiratete er Freiin Maria Antoinette von Stelzhammer (* 1833), sie war eine Tochter des österreichischen Ministerialbeamten Ferdinand von Stelzhammer (1797–1858).
Czyrniański war als erster Chemiker Mitglied der 1872 gegründeten Akademia Umiejętności (Akademie der Wissenschaften) zu Krakau. Im akademischen Jahr 1874/1875 war er Rektor der Universität Krakau, in dieser Position war er auch als Virilist im Galizischen Landtag vertreten.  Ab 1875 war er zudem Gerichtschemiker für West-Galizien.
Ein Enkel von Czyrniański war Józef Retinger, Gründer der Europäischen Bewegung und der Bilderberg-Konferenz.

## Wirken
Czyrniański veröffentlichte 1853 ein polnisches chemisches Wörterbuch und war wesentlich an der Erarbeitung einer polnischen chemischen Nomenklatur beteiligt. In seiner Theorie chemischer Verbindungen (Warschau, 1862) soll er häufig „erstaunlich richtige“ Strukturformeln aufgestellt haben in der Art von August Kekulé. Da er aber mechanistische Vorstellungen verfolgte, vieles nur verbal behandelte und eine eigenwillige Wortwahl benutzte (z. B. „wirbelnde Ruhe“) war er schwer verständlich.
Karol Olszewski, der in Heidelberg bei Robert Bunsen studiert hatte, wechselte 1873 nach Krakau und wurde Czyrniańskis Assistent. Olszewski erreichte 1883 mit Zygmunt Wróblewski die Verflüssigung von Luft, Sauerstoff und Stickstoff.

## Schriften
- Theorie der chemischen Verbindungen auf der rotirenden Bewegung der Atome basirt. Krakau 1863
- Neue chemische Theorie durchgeführt durch alle unorganischen Verbindungen in allgemeinen Formeln, Krakau 1864, Digitalisat